# Лешукви
Лешукви (груз. ლეშუკვი) — село в Грузии, на территории Местийского муниципалитета края (мхаре) Самегрело-Верхняя Сванетия.

## География
Село находится в северо-западной части Грузии, к северу от реки Ингури, на расстоянии приблизительно 7 километров (по прямой) к западо-юго-западу от посёлка городского типа Местиа, административного центра муниципалитета. Абсолютная высота — 1637 метров над уровнем моря.

## Население
По результатам официальной переписи населения 2014 года в Лешукви проживало 33 человека (17 мужчин и 16 женщин). В национальной структуре населения грузины составляли 100 %.
| Год  | Население, человек |
| ---- | ------------------ |
| 2002 | 31                 |
| 2014 | ↗ 33               |